# Allotrichoma lacteum
Allotrichoma lacteum är en tvåvingeart som beskrevs av Cresson 1926. Allotrichoma lacteum ingår i släktet Allotrichoma och familjen vattenflugor. Inga underarter finns listade i Catalogue of Life.